# Fred Sherry
Fred Sherry (* 1948 in Peekskill) ist ein US-amerikanischer Cellist und Musikpädagoge.
Sherry studierte an der Juilliard School bei Leonard Rose und gewann 1968 die Young Concert Artists International Audition in New York. Er zählte 1971 zu den Gründungsmitgliedern des Ensembles für neue Musik Speculum Musicae und 1973 zu den Gründungsmitgliedern des Ensembles Tashi (später Tashi Quartet). Außerdem war er Mitglied der Group for Contemporary Music, des Juilliard Ensemble und des Galimir String Quartet und arbeitete mit dem Jazzmusiker Chick Corea zusammen. Daneben tritt er regelmäßig bei der Chamber Music Society of Lincoln Center und bei Bargemusic in Brooklyn auf. Elliott Carter, Mario Davidovsky, Steven Mackey, David Rakowski, Somei Satoh, Charles Wuorinen und John Zorn schrieben Cellokonzerte für ihn, und er spielte Uraufführungen von kammermusikalischen Werken Milton Babbitts, Derek Bermels, Lukas Foss’, Oliver Knussens, Peter Liebersons, Toru Takemitsus und anderer.
Er begründete an der St. Ann’s Church die Konzertreihe Bach Cantata Sundays und leitete die Reihe Arnold Schoenberg: Conservative Radical in der Merkin Concert Hall. Bei dem von ihm initiierten und geleiteten Festival A Great Day in New York spielte die Chamber Music Society of Lincoln Center Werke von 52 lebenden amerikanischen Komponisten. Neben zahlreichen anderen Aufnahmen spielte er mit seinem eigenen Streichquartett Schoenbergs Konzert für Streichquartett und dessen Streichquartette Nr. 3 und Nr. 4 ein; beide Aufnahmen wurden für einen Grammy nominiert. Seit 1992 unterrichtet Sherry an der Juilliard School, außerdem auch an der Mannes School of Music und der Manhattan School of Music. 2011 erschien sein Buch 25 Bach Duets from the Cantatas.